# Igor Kováč
Igor Kováč (ur. 12 maja 1969 w mieście Krompachy) – słowacki lekkoatleta specjalizujący się w krótkich biegach płotkarskich oraz sprinterskich, dwukrotny uczestnik letnich igrzysk olimpijskich (Barcelona 1992, Atlanta 1996). W czasie swojej kariery reprezentował również Czechosłowację.

## Sukcesy sportowe
- dwukrotny mistrz Czechosłowacji w biegu na 110 metrów przez płotki – 1990, 1991[1]
- halowy mistrz Czechosłowacji w biegu na 60 metrów przez płotki – 1992[2]
- mistrz Słowacji w biegu na 100 metrów – 1993[3]
- czterokrotny mistrz Słowacji w biegu na 110 metrów przez płotki – 1993, 1994, 1998, 2000
- halowy mistrz Słowacji w biegu na 60 metrów – 2000[4]
- dwukrotny halowy mistrz Słowacji w biegu na 60 metrów – 1995, 2000

| Rok  | Miasto   | Zawody                    | Konkurencja       | Wynik         |
| ---- | -------- | ------------------------- | ----------------- | ------------- |
| 1994 | Paryż    | Halowe mistrzostwa Europy | bieg na 60 m ppł  | 5. miejsce    |
| 1997 | Paryż    | Halowe mistrzostwa świata | bieg na 60 m ppł  | 5. miejsce    |
| 1997 | Ateny    | Mistrzostwa świata        | bieg na 110 m ppł | brązowy medal |
| 1997 | Fukuoka  | Finał Grand Prix IAAF     | bieg na 110 m ppł | 4. miejsce    |
| 1999 | Maebashi | Halowe mistrzostwa świata | bieg na 60 m ppł  | 8. miejsce    |

## Rekordy życiowe
- bieg na 60 metrów (hala) – 6,81 – Praga 20/02/1999
- bieg na 100 metrów – 10,32 – Ryga 06/06/1997 (były rekord Słowacji)
- bieg na 200 metrów – 20,81 – Praga 23/08/1997
- bieg na 60 metrów przez płotki (hala) – 7,55 – Praga 20/02/1999 (rekord Słowacji)
- bieg na 110 metrów przez płotki – 13,13 – Sztokholm 07/07/1997 (rekord Słowacji)
- bieg na 110 metrów przez płotki (hala) – 13,50 – Tampere 10/02/1997 (rekord Słowacji)